# Бельгія на Чемпіонаті світу з легкої атлетики 2017
Бельгія на Чемпіонаті світу з легкої атлетики 2017, що проходив з 4 по 13 серпня 2017 року в Лондоні (Велика Британія) була представлена 18 спортсменами.

## Результати

### Чоловіки
Трекові і шосейні дисципліни
| Спортсмен                                                                             | Дисципліна         | Забіги    | Забіги | Півфінал  | Півфінал | Фінал     | Фінал |
| Спортсмен                                                                             | Дисципліна         | Результат | Місце  | Результат | Місце    | Результат | Місце |
| ------------------------------------------------------------------------------------- | ------------------ | --------- | ------ | --------- | -------- | --------- | ----- |
| Жонатан Борле                                                                         | 400 м              |           |        |           |          |           |       |
| Кевін Борле                                                                           | 400 м              |           |        |           |          |           |       |
| Ісмаель Дебжані                                                                       | 1500 м             |           |        |           |          |           |       |
| Башир Абді                                                                            | 5000 м             |           |        | Н/Д       | Н/Д      |           |       |
| Суфіан Бучіхі                                                                         | 5000 м             |           |        | Н/Д       | Н/Д      |           |       |
| Абдельхаді Ель Хачімі                                                                 | Марафон            | Н/Д       | Н/Д    | Н/Д       | Н/Д      |           |       |
| Ділан Борле Жонатан Борле Кевін Борле Джонатан Сакор Робін Вандербемден Жульєн Ватрен | Естафета 4 × 400 м |           |        | Н/Д       | Н/Д      |           |       |

Технічні дисципліни
| Спортсмен     | Дисципліна         | Кваліфікація | Кваліфікація | Фінал     | Фінал |
| Спортсмен     | Дисципліна         | Результат    | Місце        | Результат | Місце |
| ------------- | ------------------ | ------------ | ------------ | --------- | ----- |
| Арнод Арт     | Стрибки з жердиною |              |              |           |       |
| Філіп Міланов | Метання диска      |              |              |           |       |

Багатоборство — Десятиборство
| Атлет                 | Дисципліна | 100 м | СуД | ШтЯ | СуВ | 400 м | 110б | МДс | СзЖ | МСп | 1500 м | Сума очок | Місце |
| --------------------- | ---------- | ----- | --- | --- | --- | ----- | ---- | --- | --- | --- | ------ | --------- | ----- |
| Томас ван дер Платсен | Результат  |       |     |     |     |       |      |     |     |     |        |           |       |
| Томас ван дер Платсен | Очки       |       |     |     |     |       |      |     |     |     |        |           |       |

### Жінки
Трекові і шосейні дисципліни
| Спортсмен    | Дисципліна        | Забіги    | Забіги | Півфінал  | Півфінал | Фінал     | Фінал |
| Спортсмен    | Дисципліна        | Результат | Місце  | Результат | Місце    | Результат | Місце |
| ------------ | ----------------- | --------- | ------ | --------- | -------- | --------- | ----- |
| Елін Берінгс | 100 м з бар'єрами |           |        |           |          |           |       |
| Анна Загре   | 100 м з бар'єрами |           |        |           |          |           |       |

Технічні дисципліни
| Спортсмен      | Дисципліна         | Кваліфікація | Кваліфікація | Фінал     | Фінал |
| Спортсмен      | Дисципліна         | Результат    | Місце        | Результат | Місце |
| -------------- | ------------------ | ------------ | ------------ | --------- | ----- |
| Нафіссату Тіам | Стрибки у висоту   |              |              |           |       |
| Фанні Сметс    | Стрибки з жердиною |              |              |           |       |

Багатоборство — Семиборство
| Атлет          | Дисципліна | 100б | СуВ | ШтЯ | 200 м | СуД | МСп | 800 м | Сума очок | Місце |
| -------------- | ---------- | ---- | --- | --- | ----- | --- | --- | ----- | --------- | ----- |
| Анна Мауденс   | Результат  |      |     |     |       |     |     |       |           |       |
| Анна Мауденс   | Очки       |      |     |     |       |     |     |       |           |       |
| Нафіссату Тіам | Результат  |      |     |     |       |     |     |       |           |       |
| Нафіссату Тіам | Очки       |      |     |     |       |     |     |       |           |       |